# Jaden Ivey
Pour les articles homonymes, voir Ivey.
Jaden Edward Dhananjay Ivey, né le 13 février 2002 à South Bend dans l'Indiana, est un joueur américain de basket-ball évoluant au poste d'arrière voire de meneur pour les Pistons de Détroit en National Basketball Association (NBA).
Il est le fils de Niele Ivey, ancienne joueuse WNBA et entraîneuse de l'équipe féminine de basket-ball des Fighting Irish de Notre Dame et de Javin Hunter, ancien joueur professionnel de football américain avec les Ravens de Baltimore et les 49ers de San Francisco en NFL.

## Biographie

### Carrière junior

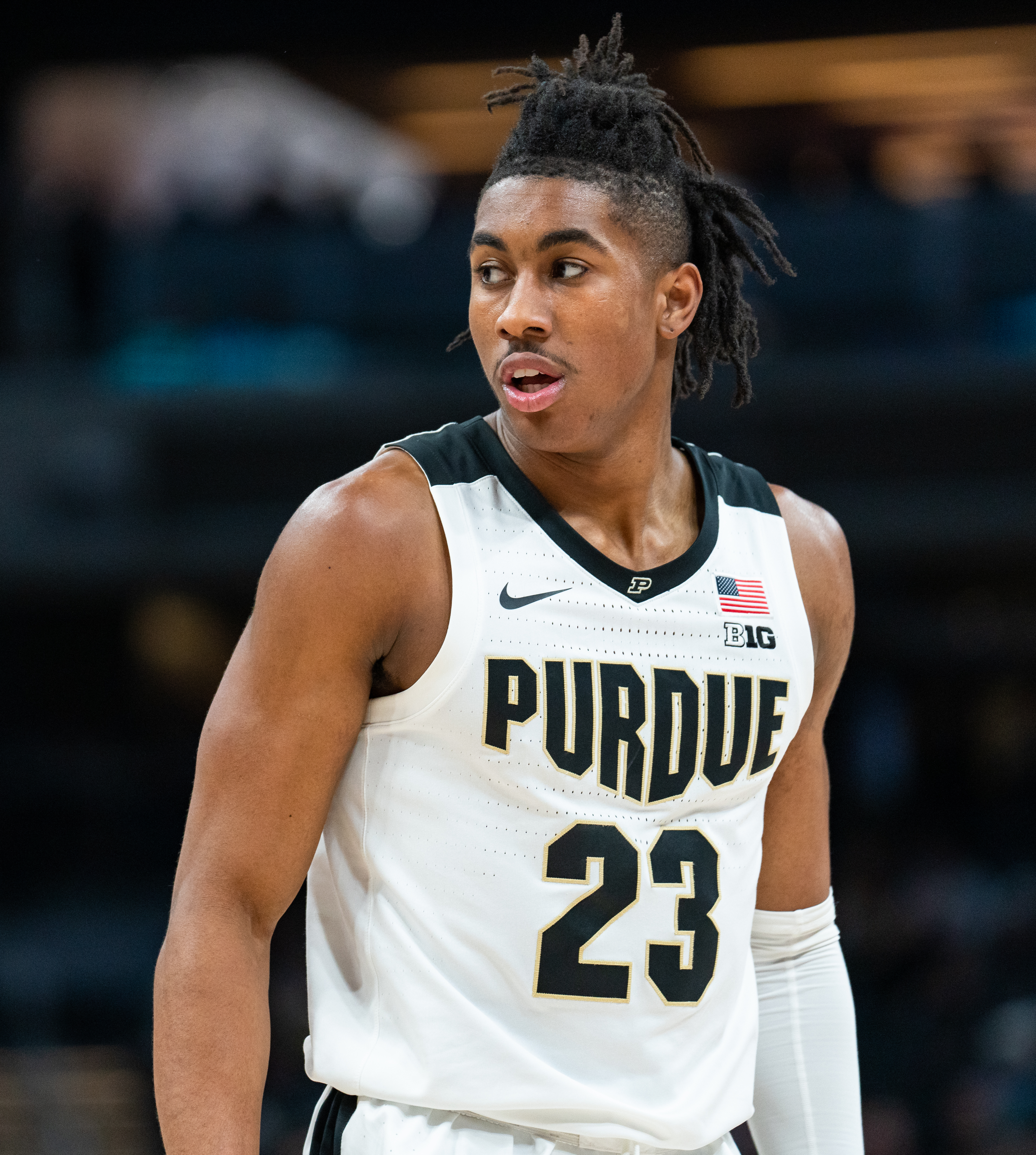
Jaden Ivey en 2022 avec Purdue.

Jaden Ivey a grandi en jouant au football américain, au basket-ball et au football et en pratiquant le karaté. Il a commencé à se concentrer sur le basketball en première année au secondaire. Il a joué pour Marian High School à Mishawaka, dans l’Indiana, au cours de ses trois premières années. Pour sa dernière saison, il a été transféré à l’école La Lumière à La Porte, dans l’Indiana, où il a rejoint l’un des meilleurs programmes du pays.
Il commence sa carrière universitaire en 2020 avec les Boilermakers de Purdue, il inscrit 26 points lors du premier tour de la March Madness 2021 face à North Texas mais n'évite une élimination de son équipe. Le 31 mars 2022, après l'élimination de son équipe en demi-finale régionale de la March Madness, il se présente pour la draft 2022 où il est attendu parmi les cinq premiers choix.

### Carrière professionnelle
Jaden Ivey est sélectionné en 5e position lors de la Draft 2022 de la NBA par les Pistons de Détroit.

#### Pistons de Détroit (depuis 2022)

##### Saison 2022-2023
Jaden Ivey signe son contrat avec les Pistons le 2 juillet 2022. Il participe à la NBA Summer League 2022 avec les Pistons et il y fait ses débuts le 7 juillet face aux Trail Blazers de Portland en rendant une fiche statistiques de 20 points, 6 rebonds et 6 passes décisives pour une victoire 81 à 78. Le 19 octobre 2022, il fait ses débuts en NBA avec une victoire 113 à 109 face au Magic d'Orlando et il inscrit 19 points, prend trois rebonds et fait quatre passes décisives. Le 20 décembre 2022, il établit son record de points en carrière avec 30 points face au Jazz de l'Utah. En février 2023, il participe au Rising Stars Challenge lors du NBA All-Star Game 2023 dans l'équipe Pau Gasol au côté de Jose Alvarado, Paolo Banchero, Scottie Barnes, Bennedict Mathurin, Keegan Murray et Andrew Nembhard. Son équipe remporte le tournoi. Le 2 mars 2023, il commet une "Rookie mistake", c'est-à-dire une erreur de débutant face aux Bulls de Chicago. Alors que les Pistons avaient réalisé un énorme comeback, ils n'étaient plus que menés de deux points à dix secondes de la fin du match avec une remise en jeu pour eux. C'est là que Jaden Ivey demande un temps mort mais les Pistons n'en ont plu. Résultat : faute technique, lancer franc pour Chicago et défaite pour Détroit.  Le 27 mars 2023, il inscrit 32 points lors d'une défaite face aux Bucks de Milwaukee, son réalise un nouveau record en carrière. Jaden Ivey réalise une meilleure deuxième partie de saison avec des moyennes par match de 19,3 points et 7,1 passes décisives après le All-Star Game.

##### Saison 2023-2024
Jaden Ivey participe à la NBA Summer League 2023 avec les Pistons. Il commence sa saison le 26 octobre 2023 face au Heat de Miami avec 4 points, 2 rebonds et 3 passes décisives en 17 minutes de jeu en sortie de banc. Le 26 novembre 2023, il inscrit 25 points face aux Pacers de l'Indiana durant le NBA In-Season Tournament. Le 18 janvier 2024, il égalise son record avec 32 points face aux Timberwolves du Minnesota. Puis, le 8 février 2024, il établit un nouveau record avec 37 points face aux Kings de Sacramento et est élu MVP du match. En février 2024, il participe au Rising Star Challenge lors du NBA All-Star Game 2024 dans l'équipe Tamika Catchings au côté de Paolo Banchero, Jalen Duren, Keegan Murray, Keyonte George, Scoot Henderson, Vince Williams Jr. et Dyson Daniels, inscrivant 8 points mais ne pouvant pas éviter la défaite face à l'équipe de Jalen Rose menée par Benedict Mathurin et Chet Holmgren. Après le All-Star week-end, il réalise deux autres gros matchs face aux Nets de Brooklyn avec 34 points et face aux Grizzlies de Memphis avec 31 points.

### Carrière en sélection
Il remporte la médaille d'or face à la France lors de la Coupe du monde des moins de 19 ans en 2021 et est nommé dans le cinq majeur du tournoi avec le Français Victor Wembanyama, le Serbe Nikola Jović, le Canadien Zach Edey et son compatriote Chet Holmgren.

## Clubs successifs
- 2020-2022 :  Boilermakers de Purdue (NCAA)
- Depuis 2022 :  Pistons de Détroit (NBA)

## Palmarès

### NBA
- NBA All-Rookie Second Team en 2023.

### Université
- Consensus second-team All-American en 2022
- First-team All-Big Ten en 2022
- Big Ten All-Freshman Team en 2021

### En sélection
- Médaille d'or à la Coupe du monde des moins de 19 ans en 2021

## Statistiques

### Universitaires
| Gras/Meilleures performances | [ 25 ] |

| Saison    | Équipe   | Matchs | Titul. | Min./m | % Tir | % 3pts | % LF | Rbds/m. | Pass/m. | Int/m. | Ctr/m. | Pts/m. |
| --------- | -------- | ------ | ------ | ------ | ----- | ------ | ---- | ------- | ------- | ------ | ------ | ------ |
| 2020-2021 | Purdue   | 23     | 12     | 24,2   | 39,9  | 25,8   | 72,6 | 3,30    | 1,90    | 0,70   | 0,70   | 11,10  |
| 2021-2022 | Purdue   | 36     | 34     | 31,4   | 46,0  | 35,8   | 74,4 | 4,90    | 3,10    | 0,90   | 0,60   | 17,30  |
| Carrière  | Carrière | 59     | 46     | 28,6   | 44,0  | 32,2   | 73,9 | 4,30    | 2,60    | 0,80   | 0,60   | 14,90  |

### Professionnelles
| Gras/Meilleures performances | [ 26 ] |

| Saison    | Équipe   | Matchs | Titul. | Min./m | % Tir | % 3pts | % LF | Rbds/m. | Pass/m. | Int/m. | Ctr/m. | Pts/m. |
| --------- | -------- | ------ | ------ | ------ | ----- | ------ | ---- | ------- | ------- | ------ | ------ | ------ |
| 2022-2023 | Détroit  | 74     | 73     | 31,1   | 41,6  | 34,3   | 74,7 | 3,9     | 5,2     | 0,8    | 0,2    | 16,3   |
| 2023-2024 | Détroit  | 77     | 61     | 28,8   | 42,9  | 33,6   | 74,9 | 3,4     | 3,8     | 0,7    | 0,5    | 15,4   |
| Carrière  | Carrière | 151    | 134    | 29,9   | 42,2  | 33,9   | 74,8 | 3,7     | 4,5     | 0,8    | 0,4    | 15,8   |

### Record sur une rencontre
Les records personnels de Jaden Ivey en NBA sont les suivants :
| Type de statistique        | Saison régulière | Saison régulière            | Saison régulière | Playoffs | Playoffs   | Playoffs |
| Type de statistique        | Record           | Adversaire                  | Date             | Record   | Adversaire | Date     |
| -------------------------- | ---------------- | --------------------------- | ---------------- | -------- | ---------- | -------- |
| Points                     | 37               | @ Kings de Sacramento       | 7 février 2024   | -        | -          | -        |
| Paniers marqués            | 13               | 2 fois                      | 2 fois           | -        | -          | -        |
| Paniers tentés             | 23               | @ Kings de Sacramento       | 7 février 2024   | -        | -          | -        |
| Paniers à 3 points réussis | 7                | @ Trail Blazers de Portland | 8 février 2024   | -        | -          | -        |
| Paniers à 3 points tentés  | 10               | Spurs de San Antonio        | 10 janvier 2024  | -        | -          | -        |
| Lancers francs réussis     | 11               | 2 fois                      | 2 fois           | -        | -          | -        |
| Lancers francs tentés      | 12               | 3 fois                      | 3 fois           | -        | -          | -        |
| Rebonds offensifs          | 5                | 4 fois                      | 4 fois           | -        | -          | -        |
| Rebonds défensifs          | 8                | 2 fois                      | 2 fois           | -        | -          | -        |
| Rebonds totaux             | 11               | Thunder d'Oklahoma City     | 7 novembre 2022  | -        | -          | -        |
| Passes décisives           | 13               | Trail Blazers de Portland   | 6 mars 2023      | -        | -          | -        |
| Interceptions              | 4                | @ Bucks de Milwaukee        | 2 novembre 2022  | -        | -          | -        |
| Contres                    | 3                | 2 fois                      | 2 fois           | -        | -          | -        |
| Balles perdues             | 9                | @ Raptors de Toronto        | 24 mars 2023     | -        | -          | -        |
| Minutes jouées             | 48               | @ Trail Blazers de Portland | 8 février 2024   | -        | -          | -        |

- Double-double : 11
- Triple-double : 0

Dernière mise à jour : 24 avril 2024